# Waldemar Folbrycht
Waldemar Leon Folbrycht (ur. 19 kwietnia 1942 w Poznaniu) – polski piłkarz, prawy obrońca.
Treningi rozpoczął w KS Świt Szczecin-Skolwin. W pierwszej lidze występował w barwach Pogoni Szczecin oraz Zawiszy Bydgoszcz. W reprezentacji Polski wystąpił tylko raz, w rozegranym 24 kwietnia 1968 spotkaniu z Turcją, które Polska wygrała 8:0.
Po 1981 zamieszkał w Szwecji, w połowie lat 90. był działaczem Pogoni.